# Conus mustelinus
Conus mustelinus е вид охлюв от семейство Conidae. Видът не е застрашен от изчезване.

## Разпространение и местообитание
Разпространен е в Австралия (Западна Австралия, Куинсланд и Северна територия), Британска индоокеанска територия, Бруней, Вануату, Виетнам, Източен Тимор, Индонезия, Камбоджа, Китай (Гуандун, Гуанси, Джъдзян, Дзянсу, Фудзиен и Хайнан), Малайзия, Малдиви, Маршалови острови, Нова Каледония, Остров Рождество, Папуа Нова Гвинея, Провинции в КНР, Сингапур, Соломонови острови, Тайван, Тайланд, Фиджи, Филипини, Шри Ланка и Япония.
Обитава пясъчните дъна на океани, морета и рифове. Среща се на дълбочина от 1 до 3 m, при температура на водата от 23 до 28,4 °C и соленост 33,8 – 35 ‰.